# Lophoura brevicollum
Lophoura brevicollum is een eenoogkreeftjessoort uit de familie van de Sphyriidae. De wetenschappelijke naam van de soort is voor het eerst geldig gepubliceerd in 2010 door Gomez, Deets, Kalman & Morales-Serna.